# Glossotrophia semitata
Glossotrophia semitata là một loài bướm đêm trong họ Geometridae.